# Automolis deriemaeckeri
Automolis deriemaeckeri är en fjärilsart som beskrevs av Sergius G. Kiriakoff 1953. Automolis deriemaeckeri ingår i släktet Automolis och familjen björnspinnare. Inga underarter finns listade i Catalogue of Life.